# Lijst van voetbalinterlands Bosnië en Herzegovina - Malta (vrouwen)
Deze lijst van voetbalinterlands is een overzicht van alle officiële voetbalinterlands tussen de nationale vrouwenteams van Bosnië en Herzegovina en Malta. De landen hebben tot nu toe tien keer tegen elkaar gespeeld.

## Wedstrijden
| №  | Plaats           | Datum             | Competitie           | Wedstrijd                     | Uitslag |
| -- | ---------------- | ----------------- | -------------------- | ----------------------------- | ------- |
| 1  | Hrasnica         | 24 september 2003 | EK 2005 kwalificatie | Bosnië en Herzegovina − Malta | 1 − 0   |
| 2  | Ta' Qali         | 5 september 2004  | EK 2005 kwalificatie | Malta − Bosnië en Herzegovina | 0 − 2   |
| 3  | Istočno Sarajevo | 25 maart 2006     | WK 2007 kwalificatie | Bosnië en Herzegovina − Malta | 1 − 0   |
| 4  | Paola            | 7 juni 2006       | WK 2007 kwalificatie | Malta − Bosnië en Herzegovina | 1 − 1   |
| 5  | Sarajevo         | 3 september 2019  | EK 2022 kwalificatie | Bosnië en Herzegovina − Malta | 2 − 0   |
| 6  | Ta' Qali         | 10 maart 2020     | EK 2022 kwalificatie | Malta − Bosnië en Herzegovina | 2 − 3   |
| 7  | Ta' Qali         | 21 september 2021 | WK 2023 kwalificatie | Malta − Bosnië en Herzegovina | 2 − 2   |
| 8  | Zenica           | 30 november 2021  | WK 2023 kwalificatie | Bosnië en Herzegovina − Malta | 1 − 0   |
| 9  | Ta' Qali         | 31 mei 2024       | EK 2025 kwalificatie | Malta − Bosnië en Herzegovina | 0 − 1   |
| 10 | Zenica           | 4 juni 2024       | EK 2025 kwalificatie | Bosnië en Herzegovina − Malta | 2 − 1   |

## Samenvatting
| Competitie      | Totaal gespeeld | Winst Bosnië en Herzegovina | Gelijk | Winst Malta | Doelsaldo Bosnië en Herzegovina – Malta |
| --------------- | --------------- | --------------------------- | ------ | ----------- | --------------------------------------- |
| WK-kwalificatie | 4               | 2                           | 2      | 0           | 6 − 3                                   |
| EK-kwalificatie | 6               | 6                           | 0      | 0           | 11 − 3                                  |
| Totaal          | 10              | 8                           | 2      | 0           | 17 − 6                                  |